# Сјајност (минералогија)
Сјајност представља оптички доживљај реакције површине кристала, стене или минерала на светлост. Она зависи од индекса преламања светлости, на основу кога се разликују три основне категорије: неметалична сјајност (n < 2,5), полуметалична сјајност (2,5 < n < 3,5) и металична сјајност (n > 3,5).
| n         | сјајност      |
| 0         | мат           |
| 1,3 - 1,9 | стакласта     |
| 1,9 - 2,5 | дијамантска   |
| 2,5 - 3,5 | полуметалична |
| > 3,5     | металична     |

У оквиру неметаличне сјајности дијамантску сјајност имају нпр. дијамант, церузит и англезит, стакласту сјајност има кварц.
Од неметаличних сјајности постоје још:
- седефаста сјајност коју имају листасти кристаласти агрегати,
- смоласта сјајност коју имају сфалерит и самородни сумпор
- свиласта - влакнасти кристаласти агрегати а
- мат сјајност се јавља када код минерала постоји одсуство сјаја.

| сјајност                | понашање светлости | понашање светлости | понашање светлости |
| сјајност                | рефлексија         | продирање          | апсорпција         |
| металична               | веома велика       | нема               | нема               |
| полуметалична           | средња             | нема               | нема               |
| дијамантска             | веома велика       | знатно             | мала               |
| стакласта               | велика             | знатно             | мала               |
| седефаста               | мала               | мало               | велика             |
| смоласта                | средња             | средње             | средња             |
| свиласта (или воскаста) | средња             | мало               | средња             |
| мат                     | нема               | нема               | велика             |